# 僕と猫。
僕と猫。（ぼくとねこ。）は、池袋・原宿で猫カフェ「MoCHA（モカ）」を経営する株式会社モカの新ブランドの猫カフェである。略称「僕猫」。2016年11月現在、東京都秋葉原に店舗を展開している。
2018年7月1日より運営会社が変わっており、地方モカの運営会社所属となっている。

## 概要
コンセプトは「僕と猫が集まるアキバの癒し空間」。スタッフの多くは女性となっていて制服も定期的に入れ替えていくようである。店内はイスやテーブルがない階段状のフロアになっていて開放感がある。

## 沿革
- 2016年6月20日、東京都秋葉原に1号店開店[1]。

## イベント
- 猫女王決定戦（2016年12月4日、SiAM&POPTUNe）[3]

## 店舗
- 東京・秋葉原店[1]
  - 〒101-0021 東京都千代田区外神田4-4-3 小木曽ビル5F

## 書籍
- 週刊ファミ通 2017年9月14日増刊号（2017年8月31日、KADOKAWA） - エンジョイ!Nintendoライフ Vol.286に掲載。